# USS Colorado (BB-45)
USS Colorado (BB-45) là một thiết giáp hạm của Hải quân Hoa Kỳ từng tham gia Chiến tranh Thế giới thứ hai. Nó là chiếc dẫn đầu trong lớp của nó, và là tàu chiến thứ ba của Hải quân Mỹ được đặt cái tên này nhằm tôn vinh tiểu bang thứ 38 của Hiệp Chủng Quốc Hoa Kỳ. Trong chiến tranh, nó hoạt động thuần túy tại mặt trận Thái Bình Dương, và đã tham gia nhiều chiến dịch quan trọng cho đến khi chiến tranh kết thúc. Nó được cho ngừng hoạt động vào năm 1947 và bị bán để tháo dỡ vào năm 1959.

## Thiết kế và chế tạo
Colorado được đặt lườn ngày 29 tháng 5 năm 1919 bởi hãng đóng tàu New York Shipbuilding Corporation tại Camden, New Jersey. Nó được hạ thủy vào ngày 22 tháng 3 năm 1921, được đỡ đầu bởi Bà Max Melville, Denverite, con gái của Thượng nghị sĩ tiểu bang Colorado Samuel D. Nicholson; và được đưa ra hoạt động vào ngày 30 tháng 8 năm 1923 dưới quyền chỉ huy của Thuyền trưởng, Đại tá Hải quân R. R. Belknap.

## Lịch sử hoạt động

### Giữa hai cuộc thế chiến
Colorado khởi hành từ New York vào ngày 29 tháng 12 năm 1923 thực hiện chuyến hải trình đầu tiên đến Portsmouth, Anh Quốc; Cherbourg và Villefranche tại Pháp; Naples thuộc Ý và Gibraltar trước khi quay trở về New York vào ngày 15 tháng 2 năm 1924. Sau khi được hiệu chỉnh và các thử nghiệm sau cùng, nó khởi hành đi sang Bờ Tây Hoa Kỳ vào ngày 11 tháng 7 và đến San Francisco, California vào ngày 15 tháng 9.
Từ năm 1924 đến năm 1941, Colorado hoạt động cùng với Hạm đội Thiết giáp hạm tại Thái Bình Dương, tham gia các cuộc tập trận cơ động hạm đội cùng các lễ hội khác, và thỉnh thoảng quay trở lại bờ Đông tham gia tập trận hạm đội tại vùng biển Caribbe. Nó còn thực hiện chuyến đi phô trương lực lượng đến Samoa, Australia và New Zealand từ ngày 8 tháng 6 đến ngày 26 tháng 9 năm 1925. Tám khẩu pháo phòng không 76 mm (3 inch) trước đây được thay thế bằng số lượng tương đương pháo 127 mm (5 inch)/25 caliber trong những năm 1928-1929. Colorado tham gia cứu nạn trận động đất tại Long Beach, California trong các ngày 10 và 11 tháng 3 năm 1933, và trong chuyến đi từ ngày 11 tháng 6 đến ngày 22 tháng 7 năm 1937, nó trợ giúp vào việc tìm kiếm Amelia Earhart bị mất tích.

### Chiến tranh Thế giới thứ hai
Colorado đặt căn cứ tại Trân Châu Cảng từ ngày 27 tháng 1 năm 1941, và hoạt động tại vùng biển Hawaii trong các chuyến đi huấn luyện và tập trận khẩn trương cho đến ngày 25 tháng 6, khi nó khởi hành đi đến bờ Tây để tiến hành một đợt đại tu tại xưởng hải quân Puget Sound, vốn kéo dài cho đến tận ngày 31 tháng 3 năm 1942. Vì vậy, chiếc thiết giáp hạm đang ở trong ụ tàu khi trận Trân Châu Cảng diễn ra vào ngày 7 tháng 12 năm 1941. Hai trong số 12 khẩu pháo 127 mm (5 inch)/51 caliber nguyên thủy được tháo bỏ trong đợt đại tu này, và số lượng pháo 127 mm (5 inch)/ 25 caliber được thay thế bởi số pháo 127 mm (5 inch)/38 caliber tương đương. Ngày 31 tháng 5, Colorado và Maryland khởi hành từ cầu Cổng Vàng để hình thành một hàng phòng thủ đề phòng mọi dự định tấn công của quân Nhật nhắm vào San Francisco.

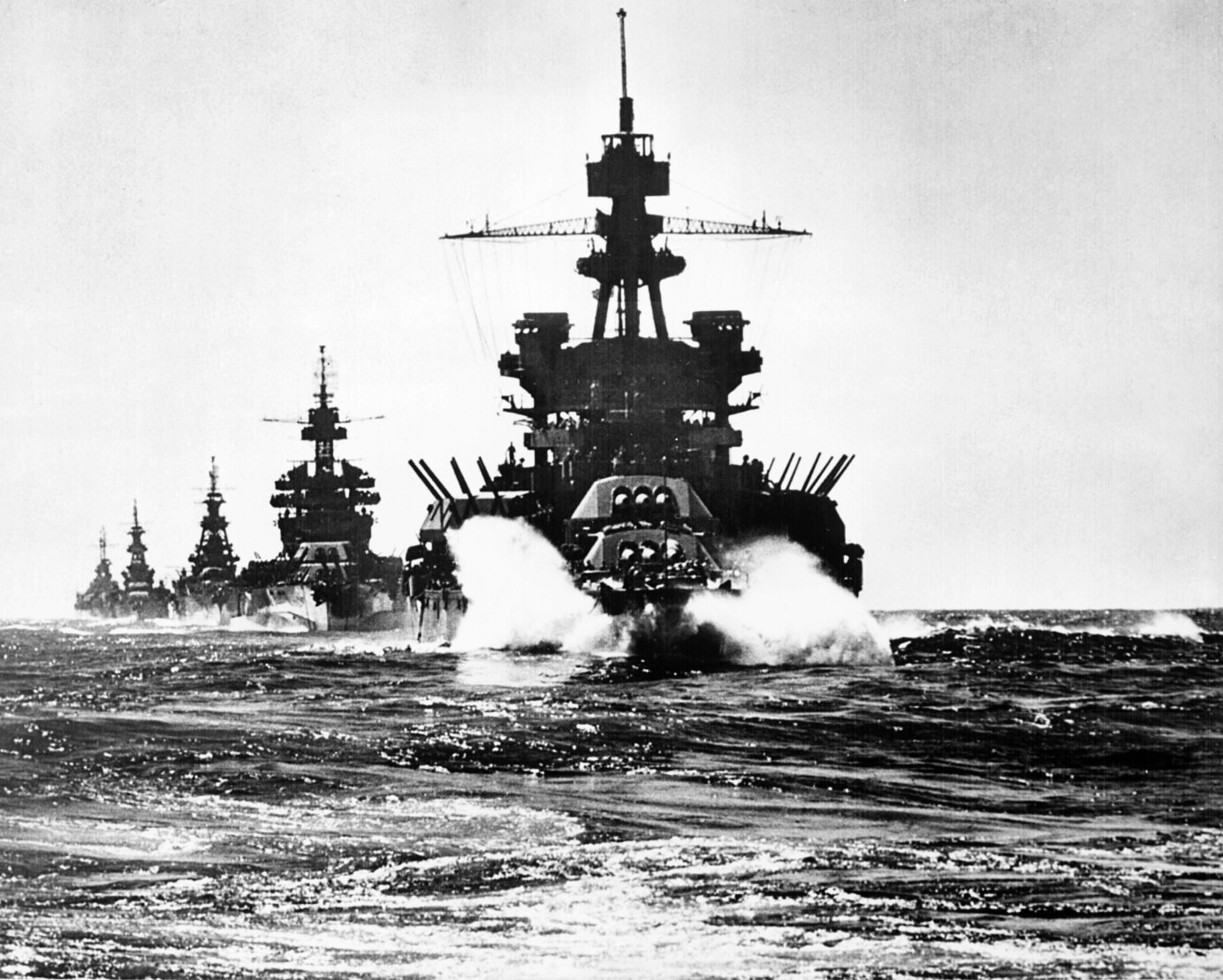
Pennsylvania dẫn đầu, theo sau là Colorado, Louisville, Portland và Columbia tiến vào vịnh Lingayen, tháng 1 năm 1945.

Sau đợt huấn luyện tại bờ Tây, Colorado quay lại Trân Châu Cảng vào ngày 14 tháng 8 để hoàn tất việc chẩn bị cho các hoạt động chiến đấu. Nó hoạt động tại khu vực lân cận quần đảo Fiji và New Hebrides từ ngày 8 tháng 11 năm 1942 đến ngày 17 tháng 9 năm 1943 để ngăn ngừa sự bành trướng mở rộng lãnh thổ chiếm đóng của quân Nhật. Chiếc thiết giáp hạm rời Trân Châu Cảng ngày 21 tháng 10 năm 1943 để bắn pháo chuẩn bị rồi hỗ trợ hỏa lực cho cuộc tấn công chiếm đóng Tarawa, rồi quay trở về cảng nhà vào ngày 7 tháng 12 năm 1943. Sau khi được đại tu tại vùng bờ Tây, Colorado quay trở lại Lahaina Roads thuộc quần đảo Hawaii vào ngày 21 tháng 1 năm 1944 rồi khởi hành ngay ngày hôm sau thực hiện các hoạt động tại quần đảo Marshall, bắn pháo chuẩn bị và hỗ trợ hỏa lực cho cuộc chiếm đóng Kwajalein và Eniwetok cho đến ngày 23 tháng 2 năm 1944, khi nó hướng về Xưởng hải quân Puget Sound để đại tu.
Gia nhập các đơn vị khác đang tập trung tại San Francisco chuẩn bị cho chiến dịch quần đảo Mariana, Colorado khởi hành vào ngày 5 tháng 5, đi ngang qua Trân Châu Cảng và Kwajalein để tiến hành bắn pháo chuẩn bị và hỗ trợ hỏa lực cho cuộc chiếm đóng Saipan, Guam và Tinian từ ngày 14 tháng 6. Ngày 24 tháng 7 năm 1944, trong khi đang nả pháo xuống Tinian, Colorado bị bắn trúng 22 phát đạn pháo từ các khẩu pháo bờ biển, nhưng vẫn tiếp tục hỗ trợ lực lượng tấn công cho đến ngày 3 tháng 8. Sau khi được sửa chữa tại bờ Tây, Colorado đi đến vịnh Leyte vào ngày 20 tháng 11 năm 1944 hỗ trợ cho lực lượng Mỹ đang tác chiến trên bờ. Một tuần sau, nó bị hai máy bay tấn công cảm tử kamikaze đánh trúng làm 19 người chết cùng 72 người khác bị thương cùng một vài thiệt hại. Dù vậy, nó vẫn tiến hành bắn phá Mindoro theo như kế hoạch định sẵn từ ngày 12 đến ngày 17 tháng 12 năm 1944 trước khi đi đến đảo Manus để được sửa chữa.
Quay trở lại Luzon vào ngày 1 tháng 1 năm 1945, Colorado tham gia bắn pháo chuẩn bị xuống vịnh Lingayen. Vào ngày 9 tháng 1, một tai nạn tác xạ pháo trúng phải cấu trúc thượng tầng của nó khiến 18 người chết cùng 51 người khác bị thương. Sau khi được tiếp liệu tại Ulithi, Colorado gia nhập đội các tàu chiến hỗ trợ hỏa lực tại Kerama Retto vào ngày 25 tháng 3 chuẩn bị cho cuộc chiếm đóng Okinawa. Nó ở lại chiến trường này bắn pháo hỗ trợ cho đến ngày 22 tháng 5, khi nó quay về vịnh Leyte.
Quay trở lại Okinawa đã bị chiếm giữ vào ngày 6 tháng 8, Colorado khởi hành từ đây để tham gia cuộc chiếm đóng Nhật Bản đã đầu hàng, hỗ trợ cho cuộc đổ bộ đường không xuống sân bay Atsugi tại Tokyo vào ngày 27 tháng 8. Rời vịnh Tokyo ngày 20 tháng 9, chiếc thiết giáp hạm về đến San Francisco ngày 15 tháng 10, rồi sau đó đi đến Seattle, Washington tham gia lễ hội mừng Ngày Hải quân 27 tháng 10. Sau đó nó tham gia Chiến dịch Magic Carpet, thực hiện ba chuyến đi đến Trân Châu Cảng chuyên chở 6.357 cựu chiến binh quay trở về nhà; trước khi đi đến Xưởng hải quân Bremerton để cho ngừng hoạt động. Colorado được đưa về lực lượng dự bị vào ngày 7 tháng 1 năm 1947, và được bán để tháo dỡ vào ngày 23 tháng 7 năm 1959.

## Di sản
Quả chuông của nó đang được trưng bày tại University Memorial Center (UMC) thuộc Đại học Colorado. Một khẩu pháo 127 mm (5 inch)/51 caliber của Colorado được tặng cho Tổ chức Lịch sử Hàng hải Puget Sound vào năm 1959, và đang được trưng bày tại Bảo tàng Lịch sử và Công nghiệp tại Seattle. Đây là một trong số tám khẩu pháo trên chiếc Colorado.

## Phần thưởng
Colorado được tặng thưởng bảy Ngôi sao Chiến đấu do thành tích phục vụ trong Thế Chiến II.